# 漂泊浮蚕
漂泊浮蚕（学名：Tomopteris planktonis）为浮蚕科浮蚕属的动物。分布于印度洋、大西洋、太平洋，包括南海等海域，多生活于热带和亚热带水域中。